# Жан-Клод Шмітт
Жан-Клод Шмітт (нар. 4 березня 1946, Кольмар) — французький історик-медієвіст.

## Біографія
Жан-Клод Шмітт закінчив Classe préparatoire (підготовчі класи для вступу до Великих шкіл) у ліцеї Генріха IV у Парижі з 1965 по 1967 рік. З 1967 по 1971 рік він вивчав допоміжні історичні науки в Національній школі хартій, отримавши диплом архівіста та палеографа. Того ж року склав державний іспит для вчителів середньої школи з історії (агреже). З 1967 по 1973 рік вивчав історію в Сорбонні. У 1971/72 рр. він був учителем історії та географії (Professeur d'Etudes) у Ліцеї Карла Великого в Парижі. У 1972/73 роках він завершив військову службу у військовому колежі Сен-Сір. У 1973 році отримав ступінь доктора історичних наук. З 1973 по 1975 рік Шмітт був лектором (chef de travaux) у VI. Секції Практичної школи вищих досліджень. З 1975 по 1983 рік він був асистентом університету (Maître assistant) у Вищій школі соціальних наук. З 1983 року він обіймав посаду професора (Direceur d'études) у Вищій школі соціальних наук, де очолював Групу історичної антропології середньовічного Заходу (Groupe d'Anthropologie Historique de l'Occident Médiéval). У 2014 році вийшов на пенсію.
Жан-Клод Шмітт обіймав численні запрошені професорські посади, зокрема в 1991 році в Університеті Констанца, у 1994/95 роках у Берлінському університеті імені Гумбольдтів, у 2000 році в Інституті Варбурга в Лондоні та в 2001 році в Центрі досліджень Середньовіччя та Відродження Каліфорнійського університету в Лос-Анджелесі.
Одружений з Поліною Шміт Пантель, яка дослідницею давньої історії.

## Наукова робота
Шмітт — учень видатного медієвіста Жака Ле Гоффа,. Його наукова робота зосереджена насамперед на соціокультурних аспектах середньовічної історії Західної Європи. Він зробив важливий внесок у розширення історичних досліджень Середньовіччя, включаючи антропологічні та мистецтвознавчі методи. Крім того, Шмітт займався питаннями відносин між елітами та мирянами в середньовічному житті, особливо в сфері релігійної культури, де він зосереджувався на таких темах, як феномени марновірства, окультизму чи єресі. Він також опублікував праці про культ святих, середньовічну ідею юності, видіння та сни та середньовічну проповідь. Його поточні дослідження зосереджені на історії ритмів у середньовічній Європі.

## Нагороди та премії
За свою наукову роботу Жан-Клод Шмітт отримав численні нагороди. У 2002 році отримав звання кавалера Ордена академічних пальм. У 2003 році він отримав ступінь почесного доктора Мюнстерського університету. Крім того, Національний центр наукових досліджень (CNRS) нагородив його Срібною медаллю. У 2005 році він став кавалером ордена Почесного легіону. У 2008 році він був обраний членом-кореспондентом Середньовічної академії Америки. У 2008 році він отримав премію Реймара Люста від Фонду Олександра фон Гумбольдта. У 2010/2011 навчальному році він був стипендіатом Wissenschaftskolleg zu Berlin.

## Вибрані праці
- Mort d'une hérésie. L'Église et les clercs face aux béguines et aux béghards du Rhin supérieur du XIV au|XV, Paris-La Haye-New York, Mouton-EHESS (Civilisations et Sociétés, 56), 1978.
- Le saint lévrier, Flammarion, coll. « Bibliothèque d'ethnologie historique », Paris, 1979 ISBN 2-08-210956-9 www.persee.fr/doc/hom_0439-4216_1980_num_20_3_368117, Nouvelle édition augmentée : Le saint lévrier, Flammarion, coll. « Champs Flammarion », Paris, 2004 ISBN 2-08-080095-7 www.lemonde.fr/archives/article/2004/04/01/enquete-sur-les-traces-du-saint-levrier_359485_1819218.html
- Religione, folklore e società nell'Occidente medievale, Rome — Bari, Laterza, 1988.
- La Raison des gestes dans l'Occident médiéval, Paris, Gallimard, 1990.
- Les Revenants. Les Vivants et les Morts dans la société médiévale, Paris, Gallimard, coll. Bibliothèque des histoires, 1994, ISBN 978-2070736577.
- Le Corps, les Rites, les Rêves, le Temps. Essais d'anthropologie médiévale, Paris, Gallimard, 2001
- Le Corps des images. Essais sur la culture visuelle du Moyen Âge, Paris, Gallimard, 2002.
- La Conversion d'Hermann le Juif: autobiographie, histoire et fiction, Paris, Seuil, 2003.
- L'Invention de l'anniversaire, Paris, Les éditions arkhê, 2010.
- La Représentation de l'espace et l'Espace des images au Moyen Âge, Genève, Haute École d'Art et de Design, 2011.
- Les Rythmes au Moyen Âge, Paris, Gallimard, 2016.

## Переклади українською
- Жан-Клод Шмітт. Сенс жесту на середньовічному Заході. пер. Наталія Колибіна. — Харків: Око, 2002. — 640 с.: іл. ISBN 966-526-036-7.